# Belagerung von Candia
Die Belagerung von Candia (heute: Iraklio) durch Truppen des Osmanischen Reiches war der letzte Kampf Venedigs im Krieg um Kreta und eine der längsten bekannten Belagerungen der Geschichte. Sie wurde über 21 Jahre lang aufrechterhalten, vom 1. Mai 1648 bis zur Kapitulation der Stadt am 25. Augustjul. / 4. September 1669greg..

## Hintergrund
Für Venedig war Kreta eher ein außenpolitisches Symbol. Kreta war die letzte große Insel des einst stolzen Kolonialreiches im Mittelmeer. Wirtschaftlich war es ein Verlustgeschäft. 1621 standen Einnahmen von 96.000 Dukaten 240.000 Dukaten an Ausgaben gegenüber. Trotzdem entschloss man sich, die Hafenstädte auf Kreta gemäß modernen neuzeitlichen Methoden zu befestigen.

## Ausgangslage

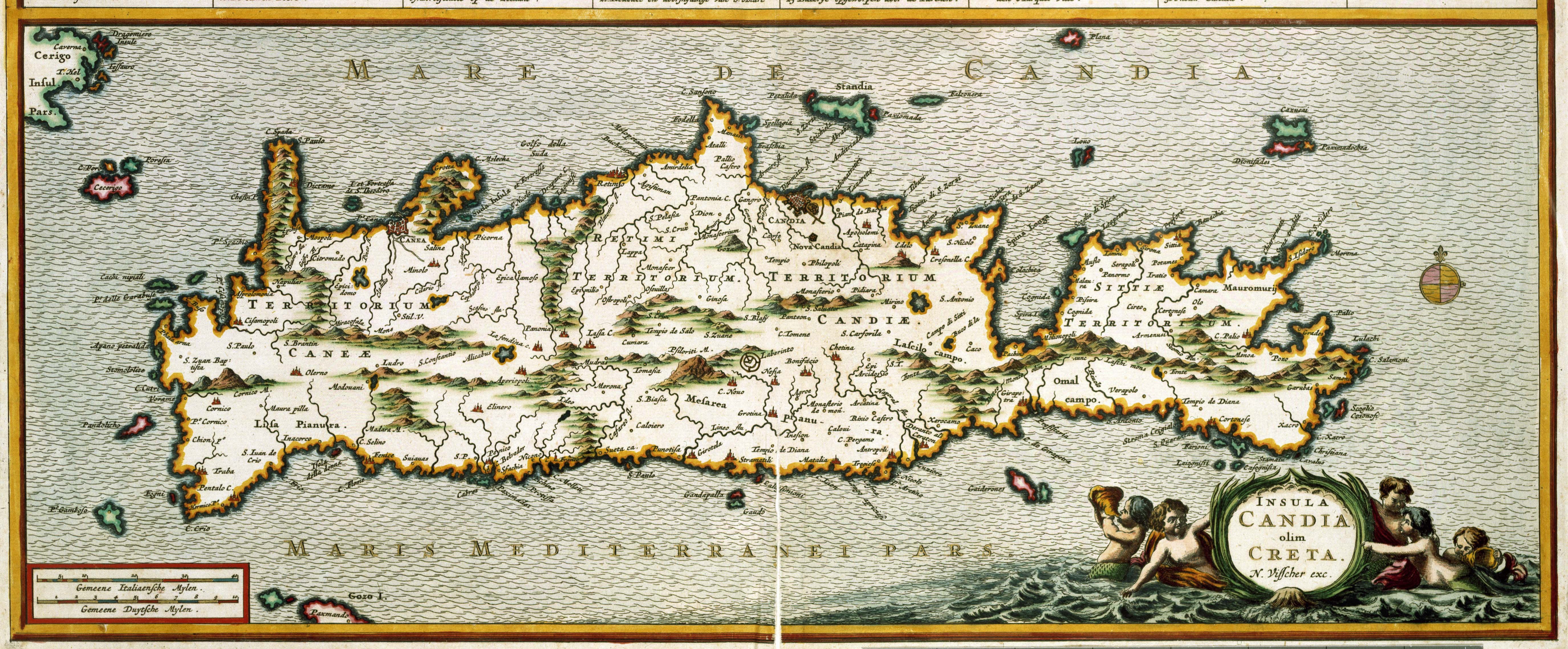
INSULA CANDIA olim CRETA (die Insel Candia – einst Kreta). Karte von Nicolaes Visscher aus dem Atlas Van der Hagen (Amsterdam 1680)

Der Handel der Kolonie Kreta mit Venedig war türkischen Piratenüberfällen ausgesetzt, und dies veranlasste Venedig, zum Schutz der Küstenorte stärkere Befestigungen zu bauen. Nach Plänen des veronesischen Architekten und Baumeisters Michele Sanmicheli wurden ab 1523 die weitläufigen Festungsanlagen von Candia errichtet, ab 1536 die Stadtmauer von Canea (Chania; nicht zu verwechseln mit Candia = Iraklio) mit mehreren Bastionen gebaut und schließlich 1540 die große Festung von Rethymno verstärkt.
1573 wurde auf der Insel Agios Nikolaos in der Bucht von Souda eine neue Festung fertiggestellt, 1579 auf der Insel Spinalonga in der Mirabello-Bucht und 1584 auf der vorgelagerten Insel Gramvoussa ganz im Westen; bis 1585 entstanden auf Agii Theodori in der Bucht von Chania zwei Festungen.
Nachdem eine türkische Flotte 1638 in die Adria eingedrungen war und sich kurz darauf in den osmanischen Hafen von Valona zurückgezogen hatte, griff Venedig die Stadt an, kaperte die Piratenflotte und befreite 3600 Gefangene. Dies führte dazu, dass man an der Hohen Pforte die Eroberung Kretas vorbereitete.

## Invasion der Osmanen auf Kreta

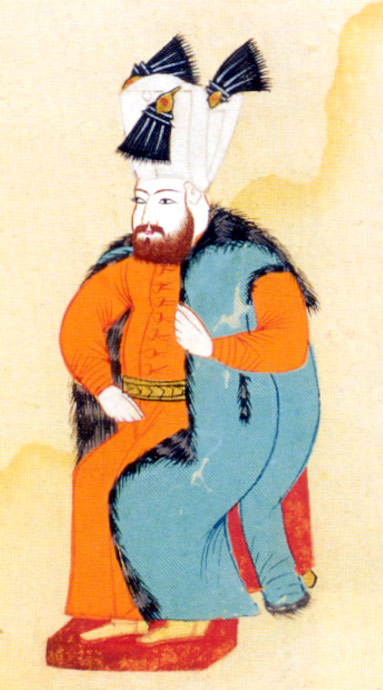
Sultan İbrahim I.

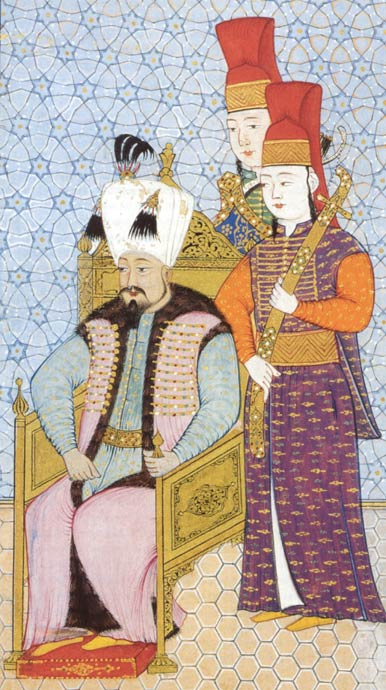
Sultan Mehmed IV.

Gegen Ende des Dreißigjährigen Krieges auf dem europäischen Festland begann im Mittelmeerraum nach einer längeren friedlichen Zeit ein neuer Krieg. Im Jahr 1644 griffen die Malteserritter einen türkischen Konvoi an, der von Alexandria auf dem Weg nach Konstantinopel war. Die Malteser brachten ihre Beute nach Kreta. Sie hatten auch etliche Mekka-Wallfahrer gefangen genommen. Daraufhin stach im Juni 1645 eine türkische Flotte mit 60.000 osmanischen Soldaten unter Sultan İbrahim I. in Richtung Kreta in See, und kurz darauf bedrohte ein türkisches Heer Dalmatien.
Der Angriff der Türken auf Kreta begann im Juni 1645 mit der Einnahme der Festungen auf Agii Theodori vor der Nordküste Westkretas und nach wochenlanger Belagerung am 22. August 1645 mit der Eroberung der Stadt Canea. Auf dem Landwege zogen die türkischen Truppen weiter nach Osten, und auch die osmanische Flotte griff nun gleichzeitig im September 1646 die Festung Rethymno an, die nach mehrwöchiger Belagerung am 13. November 1646 fiel.
Um einen solchen Krieg führen zu können, benötigte Venedig Truppen, die es nicht selbst aufbringen konnte, und so warb es Söldner aus ganz Europa an, vor allem 30.000 Mann aus Hannover, Braunschweig und Celle. Die meisten waren Veteranen des Dreißigjährigen Krieges, für die es nach dem Ende des Krieges keine Verwendung mehr gab und die für die Fürsten und Städte, die sie angeworben hatten, zur finanziellen Belastung geworden waren. Vor allem deutsche Fürsten waren dankbar, ihre überschüssigen Truppen gegen gute Bezahlung loszuwerden.
Auch Sultan Mehmet IV. und seine Ratgeber nutzten die günstige Gelegenheit, unzuverlässige Palasttruppen und Janitscharen, die 1648 Sultan Ibrahim („den Verrückten“) und seinen Großwesir abgesetzt und ermordet hatten, zu dezimieren.

## Kleinkrieg 1648 bis 1666
Sehr bald war die Insel zum größten Teil von den Osmanen besetzt, die stark befestigte Festung Candia hielt jedoch stand. Die Osmanen begannen mit der Belagerung am 1. Mai 1648. Venedig konnte mit seiner Flotte den osmanischen Nachschub abfangen, blockierte die Dardanellen, gewann gegen die osmanische Flotte 1651 bei Naxos und 1656 vor den Dardanellen mehrere Seeschlachten und konnte Candia weiterhin gut versorgen. Die beiden folgenden Jahrzehnte waren bestimmt von einem endlosen Kleinkrieg zu Lande und zur See. Konnte Venedig die Versorgungslage aufrechterhalten und türkische Schiffe kapern, wurden die Türken zurückgedrängt. Zur Winterzeit, wenn der Kampf ruhte und das Mittelmeer wegen der Winterstürme unbefahrbar war, blieb für Candia der Nachschub aus. Wenn die Türken mit ihren Schiffen durchkamen, so ging die Belagerung auf Kreta weiter. Immer wieder brach die Pest in Candia aus, und so führte der zermürbende Kleinkrieg auf beiden Seiten zu hohen Verlusten an Menschen und Material.

## Angriff auf Candia
Im Frühjahr 1666 begannen die Türken mit dem Großangriff auf das inzwischen zu einer riesigen Festung ausgebaute Candia. Als Kommandant der Landtruppen auf Kreta leitete der Schweizer Hans Rudolf Werdmüller die Abwehrkämpfe. Candia wurde von sieben Forts und dazugehörenden Gräben, Kontereskarpen, einem Labyrinth an gedeckten Wegen, unterirdischen Tunneln und zahllosen Schanzen, Bastionen, Wällen, Kasematten, Kaponnieren, Hornwerken und Ravelins geschützt. Die meisten Anlagen waren unterirdisch miteinander verbunden. Die Werke waren mit Luftziegeln, Holz und Erde gebaut worden. Das war den aus Mitteleuropa angereisten Ingenieuren neu; sie waren an Erdwälle oder an Mauern mit dahinter aufgeschütteter Erde, nicht aber an Hohlbau gewöhnt und lernten hier erst die Widerstandsfähigkeit solcher Deckungen kennen.

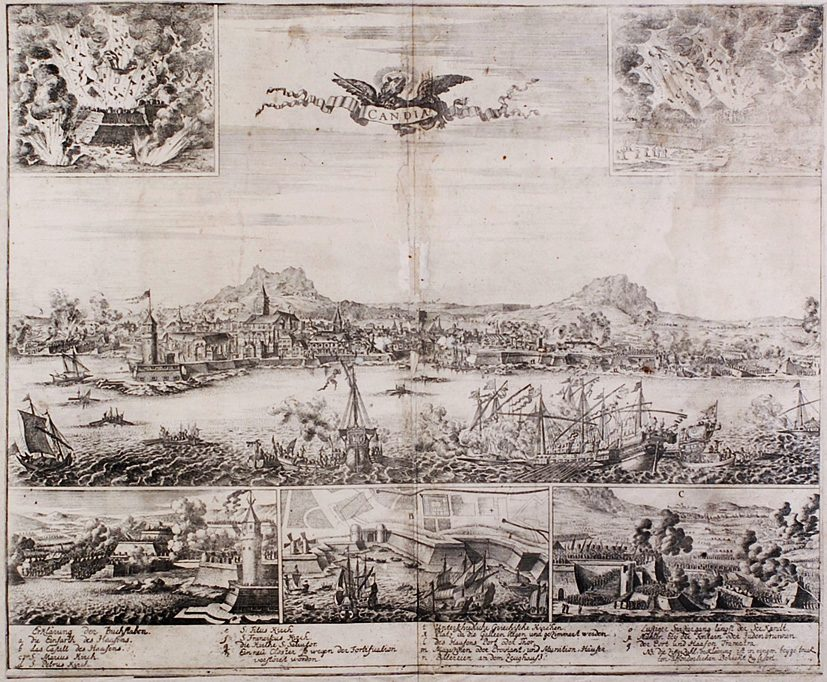
Belagerung von Candia (Urheber unbekannt)

Unter Führung des Hugenotten St. André lernten Festungsbauer und Ingenieure aus vielen Ländern ihr Handwerk. Der deutsche Ingenieur Georg Rimpler trug später (1683) bei der Zweiten Wiener Türkenbelagerung mit diesem Wissen um die Organisation, Technik und Logistik beim Bau einer Festung wesentlich zum Durchhalten der Stadt Wien bei. Er und Johann Bernhard Scheither († nach 1677) schrieben in den nächsten Jahren ihre Erfahrungen in bedeutenden Werken über die Belagerungskunst nieder. Nach seinem Abzug kritisierte er, die Venezianer hätten „mehr auf das Ruder als auf die Schaufel gesetzt“.
Die Osmanen begannen, die Festung zu bestürmen, verloren aber bis zum Herbst fast 20.000 Mann. Ein Heer von Sklaven und Schanzarbeitern grub Laufgräben und Minenstollen. Der Kampf verlagerte sich unter die Erde.

### Der Minenkrieg
Einen Minenkrieg dieses Ausmaßes hatte es bis dahin noch nicht gegeben, und er blieb bis zum Ersten Weltkrieg einzigartig. Tausende Einwohner Candias und Galeerensklaven gruben sich immer tiefer in die Erde hinein. In der Stadt grub man Tunnel für Horchposten, Konterminen und Gänge zu abgeschnittenen Vorposten. Die Mineure mussten zahlreiche Probleme bewältigen. Die Luftversorgung der arbeitenden und kämpfenden Truppe musste sichergestellt werden, sonst drohten sie am Grubengas oder an einer CO2-Übersättigung zu ersticken; man verwendete dafür überdimensionale Schmiedeblasebälge, mit denen man die Luft über ein Rohrsystem in den Stollen verteilte. Mit Rohren und Pumpen wurde eindringendes Grundwasser herausgeholt. Die Orientierung erfolgte mittels Kompass.
Die Angreifer sprengten sich mit 50–170 Tonnen Pulver durch ganze Mauerabschnitte und Bastionen. Mit Kontraminen versuchte man, die Minen anzugraben, zu sprengen oder unter Wasser zu setzen. Wenn möglich, versuchte man, vor der Sprengung das gegnerische Pulver auszuräumen oder den Explosionsdruck durch einen nahegelegenen Gegenstollen abzuleiten. In den am stärksten belagerten Abschnitten gab es ein mehrstöckiges System von Gängen, Kasematten, Galerien, Tunneln und Minen. Wenn zwei gegnerische Stollen in Verbindung gerieten, kam es dort zu erbitterten Gefechten unter der Erde. Die Mineure erstickten in abgesprengten Stollen, wurden verschüttet, zerquetscht, verbrannten oder ertranken.

### Kämpfe

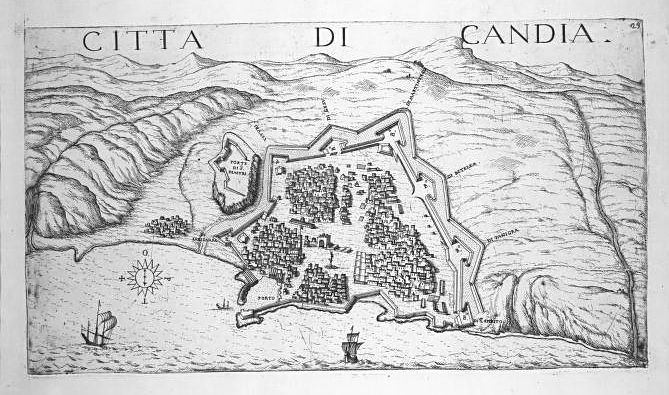
Die Festung Candia auf einer venezianischen Darstellung von 1651

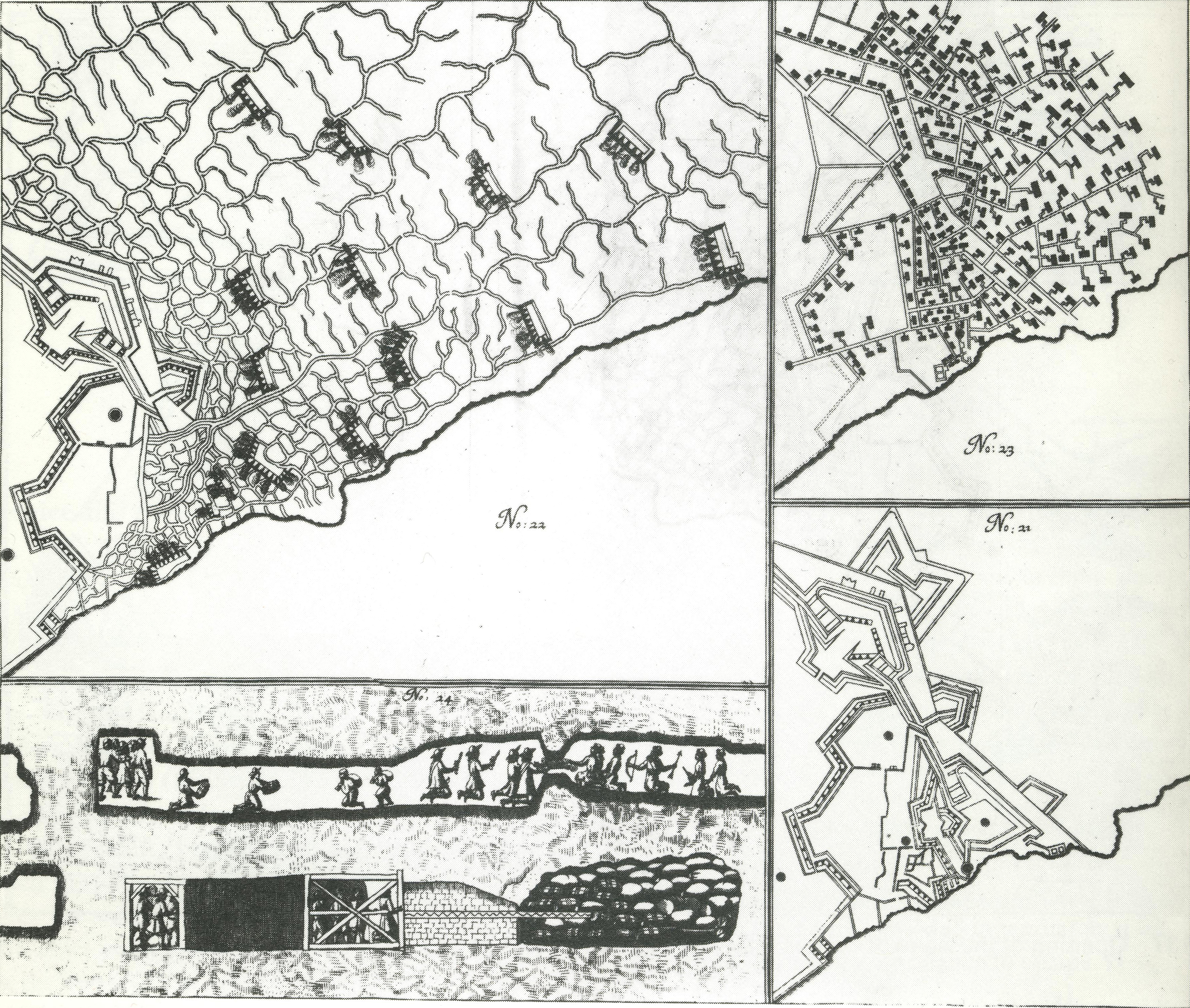
No 21, unten rechts: Plan der beiden Bastionen
No. 22, oben links: Osmanische Geschützstellungen und Laufgräben vor den Bastionen
No. 23, oben rechts: Karte der von den Verteidigern angelegen Gegen-Minen
No. 24, unten links: Minenkrieg, im unteren rechten Teil ist eine Pulverladung dargestellt, die die gesamte Mine sprengen wird

Auch über der Erde wurden zahlreiche neue Tötungsgeräte ausprobiert und eingesetzt. Verschiedene Wurfbomben, Handgranaten, Geländeminen, Sprengkästen, Brand- und Sprengfässer wurden entwickelt oder verbessert. Oft kamen die türkischen Approchen bis auf Pistolenschussweite an die zerschossenen und gesprengten Stellungen heran. Es wurden Scharfschützen eingesetzt, und mit überraschenden Sturmangriffen versuchten die Belagerten, einzelne Batterien und Stolleneingänge zu zerstören. Sandsäcke kosteten einen halben Taler, und die Kämpfenden versuchten, sich die erbeuteten Sandsäcke wieder wegzunehmen.
Die Söldner vegetierten in Erdlöchern und zerschossenen Ruinen. Problematisch war der Hunger in den Zeiten schlechterer Versorgung durch Venedig. Der Sold wurde durch Inflation auf einen Bruchteil seines Wertes reduziert, und die notwendige Nahrung konnte damit nicht mehr bezahlt werden. Bald brachen Skorbut, Pest und andere Seuchen aus. Wer krank oder verletzt war, hatte geringe Überlebenschancen. Überläufer waren an der Tagesordnung, aber bei den Türken war die Versorgungslage nicht besser. Der Schweizer Michael Cramer, Sohn eines Lindauer Bürgers, als Söldner angeworben und später samt seiner Truppe an Venedig verkauft, schilderte grauenhafte Einzelheiten: „Am Kampfplatz wurde uns die Waffe überreicht. Jetzt hatten wir die Wahl, zu kämpfen oder zu den Osmanen überzulaufen, wobei es ihnen dort nicht besser ging.“
Der Nachschub an Essen war unzureichend und teuer. Man half sich mit der Zubereitung von Ratten und Mäusen und aß offensichtlich auch Menschenfleisch, was bei Todesstrafe verboten wurde. Das ausgelassene Fett von Gefallenen fand als „Türkenschmalz“ zum Einreiben der Füße Verwendung. Aus der Haut konnte man Riemen schneiden und zur Erinnerung mit nach Hause nehmen. 
Deutsche, Franzosen, Italiener, Savoyarden, Schweizer und Malteser wurden in die Festung gebracht und verschwanden in ihren Ruinen. Wenn ein Oberst begraben wurde, marschierten hinter den zehn Kompaniefahnen oft nur noch ein Dutzend Söldner; es kam sogar vor, dass ein Mann mehrere Fahnen tragen musste.

### Ende der Belagerung
Im August 1669 kam das Ende. Die Türken hatten ihre Flotte wieder aufgebaut und störten damit die Versorgung von Candia. Zuerst zogen die Franzosen ab, nachdem ihr Führer, der Großadmiral Beaufort, am 25. Juni bei einem nächtlichen Ausfall gefallen war. Wenig später folgten ihnen die Malteser. Bald meuterten die Mineure und Söldner in den Gräben und Wällen. Sie drohten, ihre Offiziere zu erschlagen, wenn nicht sofort kapituliert würde. Am 25. Augustjul. / 4. September 1669greg. wurde der Waffenstillstand geschlossen. Die Verteidiger erhielten freien Abzug und durften alles Material mitnehmen. Auf ihrem Rückweg wurden die Christen Opfer einer Pestepidemie, einige Schiffe sanken, und Piratenangriffe kosteten noch viele weitere Menschenleben.
In den letzten drei Jahren der Belagerung gab es über 60 Sturmangriffe, 90 Ausfälle, 5.000 Minensprengungen und 45 größere unterirdische Gefechte; 30.000 Christen, darunter 280 Patrizier Venedigs, mehr als zehn Prozent seiner Ratsmitglieder und 120.000 Türken waren gefallen. Die Kosten des Candia-Krieges für Venedig werden auf 125 Millionen Dukaten geschätzt, das sind 20 bis 30 Jahreseinnahmen.

## Folgen
Venedig verlor Kreta, viele ägäische Inseln und Stützpunkte in Dalmatien an die Osmanen. Die alte Handelsrepublik hatte damit die Vormachtstellung im Mittelmeer verloren.